# Syrphoctonus comptus
Syrphoctonus comptus là một loài tò vò trong họ Ichneumonidae.